# Tatihou
Tatihou est une île côtière française située au nord-est du Cotentin dans la rade de Saint-Vaast-la-Hougue, commune à laquelle elle est administrativement rattachée, dans le département de la Manche, en région Normandie. D'une superficie de 29 hectares, l'île qui appartient au Conservatoire du littoral et qui n'est pas habitée de manière permanente est accessible à pied à certaines marées basses ou par véhicule amphibie.

## Localisation
L'île Tatihou, d'une surface de 29 hectares, est située à 1 400 mètres à vol d'oiseau du rivage de Saint-Vaast-la-Hougue, commune à laquelle elle est administrativement rattachée. Situé à 100 mètres de l'île, l'îlot voisin, appelé l'Ilet, est entièrement occupé par un ouvrage fortifié, prévu pour 60 hommes,.

## Toponymie
Dans certains toponymes régionaux, l'élément -hou est issu du vieil anglais hōh « escarpement rocheux, rivage abrupt » (comme dans le Hou et les Hautot, Hotot, Hottot de Normandie), comme c'est le cas pour le Cap Lihou à Granville, et les îlots anglo-normands de Jethou, Brecqhou ou les Écréhous. D'autres noms en -hou peuvent s'expliquer par le vieux norrois hólmr « îlot, prairie au bord de l'eau » comme Tribehou, Quettehou ou Néhou. François de Beaurepaire préfère la première solution par le vieil anglais hōh et René Lepelley la seconde par le norrois hólm(r). Le premier élément Tati- s'explique par le nom de personne vieux norrois (et vieux danois) Tati (variante Tatti),. On rencontre cet anthroponyme dans Mesniltat (Seine-Maritime, pays de Caux, Baons-le-Comte, Mesnil Tate 1224 [concerne peut-être le Mesnil Tade, à Saint-Michel-de-la-Chapelle ou Saint-Michel-du-Haizel, com. de Saint-Romain-de-Colbosc]; Le Mesnil (Tate) 1393; Le Mesnil Tata 1397-98; Le Mesnil Tate 1411). L'association avec l'appellatif mesnil renforce l'hypothèse d’une utilisation de Tati (variante Tatti) en Normandie, car mesnil apparaît généralement en composé avec un nom de personne.

## Histoire
L'île a fait l'objet de nombreuses fouilles archéologiques, au large dans un premier temps en contexte sous-marin (fouille de M. L'Hour) puis sur terre à l'occasion de fouilles préventives puis d'un programme de recherche conduit par Cyril Marcigny puis Vincent Carpentier.

### Protohistoire
Après des occupations attestées depuis le Néolithique, l'île, alors rattachée à la côte, est densément occupée au cours de l'âge du bronze. Un réseau parcellaire et plusieurs habitats s'implantent ainsi sur l'île Tatihou entre 1500 et 1250 avant notre ère. Après cette date, les lieux semblent désertés jusqu'à la fin de l'âge du fer où un nouvel établissement agricole s'installe.
Le petit établissement de la fin de l'âge du bronze, mis en évidence en 1996 à l'occasion de fouilles pour la création d'un jardin maritime, se présentait sous la forme d'un habitat circulaire et de greniers à quatre ou six poteaux porteurs. Ont également été découverts des fours, des débris de céramiques et des milliers de silex taillés.

### Histoire moderne
Au XVIe siècle, François II de La Cour († 1595), fils du seigneur d'Anneville, François de La Cour du Tourps († 1592) chef des ligueurs du Val de Saire, reprit les armes à la mort de son père et s'empara de la ferme manoir de l'île et d'une tour qui précéda l'actuel ouvrage et sera détruite sur ordre du roi au siècle suivant.
La bataille de la Hougue voit s'affronter en 1692 au large de Barfleur la flotte française menée par le vice-amiral de Tourville et la flotte anglo-hollandaise. Au terme d'une rude bataille, onze vaisseaux français ne purent regagner Saint-Malo et seront échoués puis brûlés près de l'île Tatihou et de la Hougue. Dès cette époque, la présence d'une chapelle est mentionnée dans les archives, qui aurait servi de réservoir à vivres pour les garnisons militaires présentes sur l'île jusqu'à la Révolution.

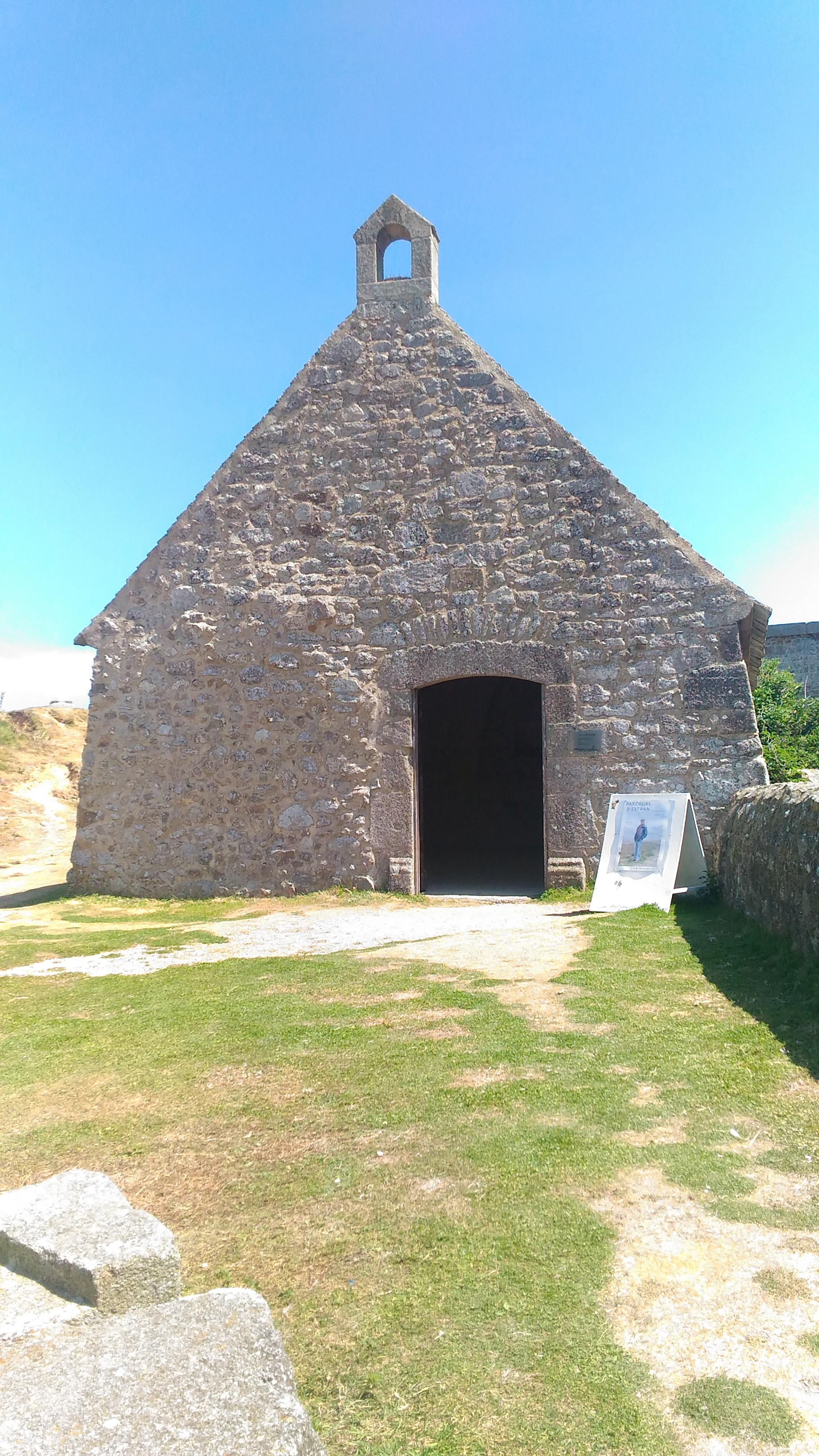
Chapelle de l'île.

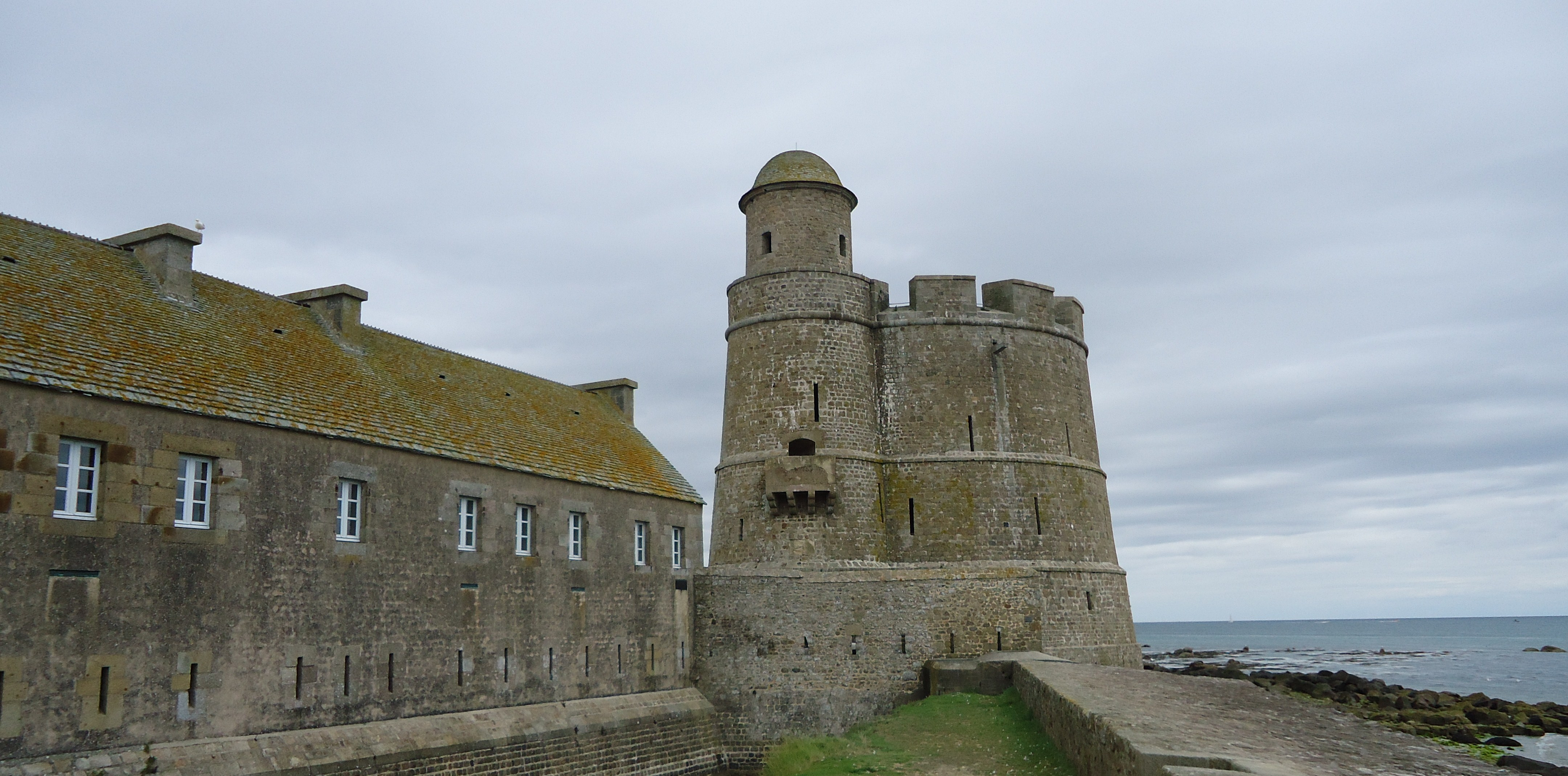
Tour de Benjamin de Combes, XVIIe siècle (monument historique et patrimoine mondial de l'Unesco).

À partir de 1694, la tour de Tatihou et sa sœur du fort de la Hougue sont construites par un disciple de Vauban, Benjamin de Combes, afin de défendre la rade de Saint-Vaast contre les agresseurs. Les fortifications se poursuivront jusqu'au XIXe siècle. Ces tours sont inscrites, avec onze autres sites fortifiés par Vauban, au patrimoine mondial de l'humanité le 7 juillet 2008.
En 1708, avec une troupe de 900 hommes de guerre levée à ses frais, Adrien Morel de Courcy empêche durant 22 jours les Anglais de débarquer à la Hougue, depuis l'île Tatihou, et les forcent à se retirer.
En 1721, la peste de Marseille incite le roi à créer un lazaret pour protéger le nord-ouest du royaume. Tatihou est alors choisie pour effectuer les quarantaines des équipages et des marchandises venant de la mer du Nord ou de la Méditerranée. En 1822, c'est la fièvre jaune d'Espagne qui succède à la peste, et on ajoute au lazaret un hôpital. Cet ensemble sanitaire fonctionne jusque dans les années 1860. Dès 1888, les bâtiments devenus inutiles servirent à l'implantation d'un muséum d'histoire naturelle. Jusqu'en 1923, le Muséum national d'histoire naturelle, dont le siège est à Paris, tiendra sur l'île sa toute première station maritime. Les chercheurs y travaillent sur l'élevage du turbot en milieu artificiel, sur le plancton et sur les algues. Le laboratoire sera transféré à Saint-Servan en 1924 puis à Dinard en 1935 (l'actuelle station de biologie marine de Dinard y est encore).

### Histoire contemporaine

#### De la Première à la Seconde Guerre mondiale

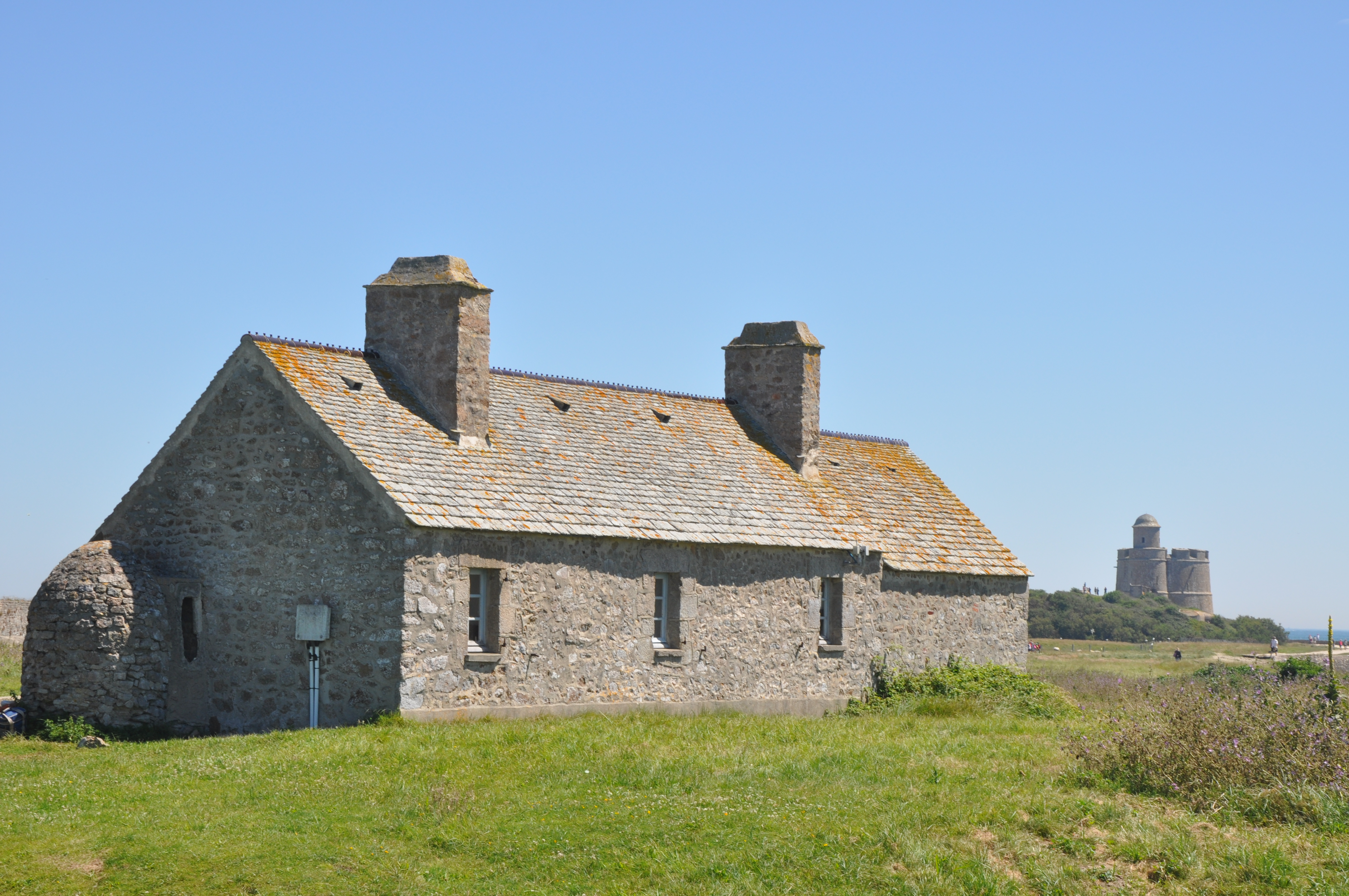
La maison des douaniers.

Durant la Première Guerre mondiale, l'île devient une prison pour des civils allemands et austro-hongrois. Après le départ des chercheurs du Muséum, de 1926 à la Seconde Guerre mondiale, l'île abrita un aérium qui accueillit de nombreux enfants, l'Ermitage de Tatihou, gérée par le ministère de l'Instruction publique. De février à juin 1939, l'île accueillit des femmes et des enfants réfugiés de la guerre civile espagnole. Lors de l'Occupation, les casernes abritèrent les troupes allemandes et l'île fut interdite aux civils. On construisit des blockhaus et les prairies de l'île furent minées.

#### Après la Seconde Guerre mondiale
De 1948 à 1984, Tatihou accueille un centre de rééducation pour adolescents en difficulté. Ces jeunes gens, placés sur l'île par décision de justice, y recevaient une formation professionnelle : horticulture, mécanique, ou métiers du bâtiment. Contrairement à une légende répandue, ce n'est pas ce centre éducatif qui inspira à Jacques Prévert le poème La Chasse à l'enfant dans son recueil de poésies Paroles, mais le centre pénitentiaire de Belle-Ile.
Le Centre possédait un bateau pour accéder à l'île à marée haute. On accédait au Centre à marée basse par une marche de 2 km à travers les parcs à huîtres. Les jeunes gens qui fuguaient étaient facilement repris car le Centre sonnait le tocsin avertissant les habitants de Saint-Vaast qu'un pensionnaire s'était échappé. Le personnel éducatif et les jeunes pensionnaires habitaient intra-muros, dans l'ancien lazaret.
Pendant l'été, le centre de Tatihou accueillait une colonie sanitaire pour jeunes gens diabétiques. De 1982 à 1984, le Centre hébergea des enfants recueillis en mer de Chine méridionale (les boat-people), pour une formation à la langue française.
Après la fermeture du Centre en 1984, les installations de l'île laissées à l'abandon furent à nouveau vandalisées et ses archives dispersées.

#### Au tournant duXXesiècle
Abandonnée à son sort à partir de 1984, Tatihou est affectée au Conservatoire du littoral en 1989. Ce dernier signe une convention de gestion avec le conseil général de la Manche : les travaux de réhabilitation et de restauration peuvent alors commencer. Dès 1992, pour le tricentenaire de la bataille de la Hougue, le musée maritime ouvre ses portes, dans une partie de l'ancien lazaret et présente les vestiges provenant de cette bataille.

## Culture locale et patrimoine

### Lieux et monuments
Son patrimoine se compose :
- du fort de Tatihou construit en 1694, après la bataille de la Hougue dont la tour Vauban[19] (XVIIIe siècle), inscrite avec son homologue de la Hougue au patrimoine mondial par l'Unesco depuis 2008. À l'intérieur de la ferme retranchée (XIXe siècle) se trouvent aussi une chapelle (fin du XVIIIe siècle), un magasin à poudre (XIXe siècle) et l'ancienne caserne devenue un restaurant ;
- de l'ancien lazaret, crée en 1723, afin d'assurer le contrôle sanitaire des vaisseaux provenant du Midi touché par la peste. Situé dans la partie ouest de l'île, il est entouré d'une enceinte avec meurtrières. À l'intérieur de celle-ci on construisit à partir de 1822 un hôpital qui sera aménagé, à partir de 1888, en laboratoire afin d’accueillir les chercheurs de Muséum d'histoire naturelle qui y séjourneront régulièrement jusqu'en 1923 ;

Il abrite le musée maritime, un jardin botanique, un atelier de charpente navale et des bâtiments d'hébergement ;
- d'une réserve ornithologique[20], établie en 1990, de trois hectares, implantée dans la plaine derrière la tour Vauban et dans le fort de l'Ilet, corps de garde crénelé no 1 modèle 1846 et qui accueille plus de 150 espèces différentes au fil des saisons. La réserve est gérée par le Groupe ornithologique normand[21] ;
- d'une maison des douaniers (1805), au-dessus de l'embarcadère.

### Faune et flore

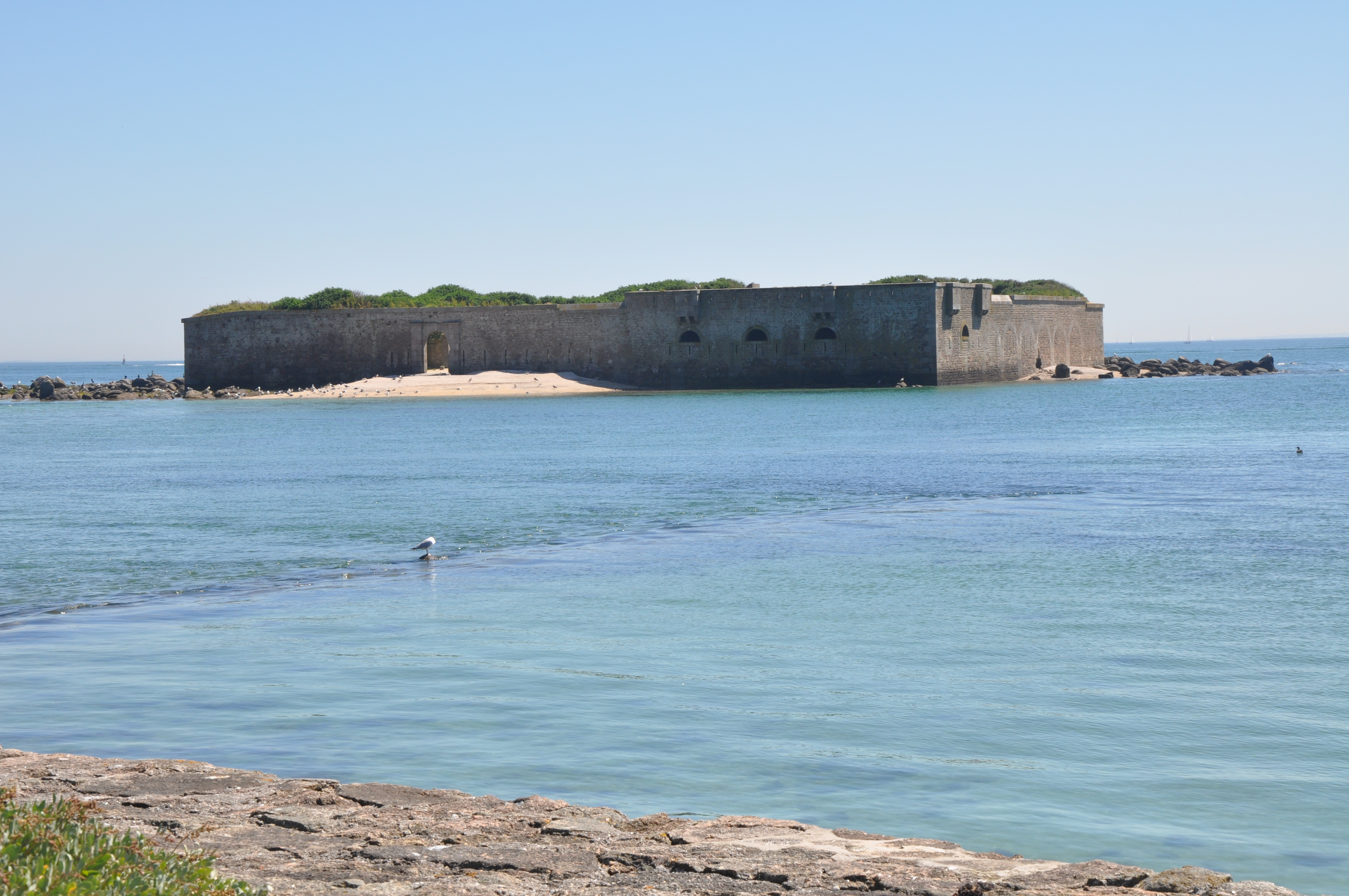
Le fort de l'îlet qui abrite la réserve ornithologique.

La réserve ornithologique établie depuis 1990 fait aussi office de zone d'hivernage ou de simple étape de migration pour les oiseaux non marins. On peut y observer plus de 150 espèces différentes comme les goélands argentés, bruns et marins, les tadornes de Belon, les huîtriers pie, les pigeons colombins ou encore l'aigrette garzette, l'eider de Steller, le canard siffleur, le goéland leucophée, le bruant des neiges ou la bécasse des bois.
Ces espèces et d'autres, marines, ainsi que leurs habitats sous-marins ont justifié une proposition de classement dans le réseau Natura 2000 en mer.
Un jardin botanique d'environ 800 m2 ainsi qu'un jardin maritime regroupent plusieurs centaines d'espèces du littoral.

### Culture
Le musée maritime de l'île Tatihou ouvert en 1992 pour le tricentenaire de la bataille de la Hougue (1692), accueille le mobilier archéologique provenant des épaves échouées sur le site. Il conserve également des collections relatives aux activités de pêche et de construction navale sur le littoral normand. Il présente chaque année plusieurs expositions temporaires sur ces thèmes.
Pendant plusieurs jours, aux alentours de la mi-août, et ce depuis 1995, l'île accueille un festival des musiques du large, les « Traversées de Tatihou ». On rejoint l'île à marée basse à travers la grève par le « Rhun », un sentier qui serpente entre les rochers et les parcs à huitres. Les heures des représentations sont choisies en fonction du rythme des marées et les dates sont évidemment fixées en fonction de l'amplitude des marées, laissant 90 minutes aux marcheurs pour aller écouter des musiciens venus d'horizon lointain.
L'île accueille également plusieurs fois par an des stages de musique.

## Accès
On accède à l'île par un véhicule amphibie qui assure des liaisons régulières jusqu'à son petit port, à marée haute comme à marée basse, avec un nombre de visiteurs limité à 500 par jour. À condition que le coefficient de marée soit supérieur à 70, il est également possible, de s'y rendre à pied en passant à travers les parcs ostréicoles.
Au printemps 2023, le Tatihou II a été remplacé par le Tatihou III.

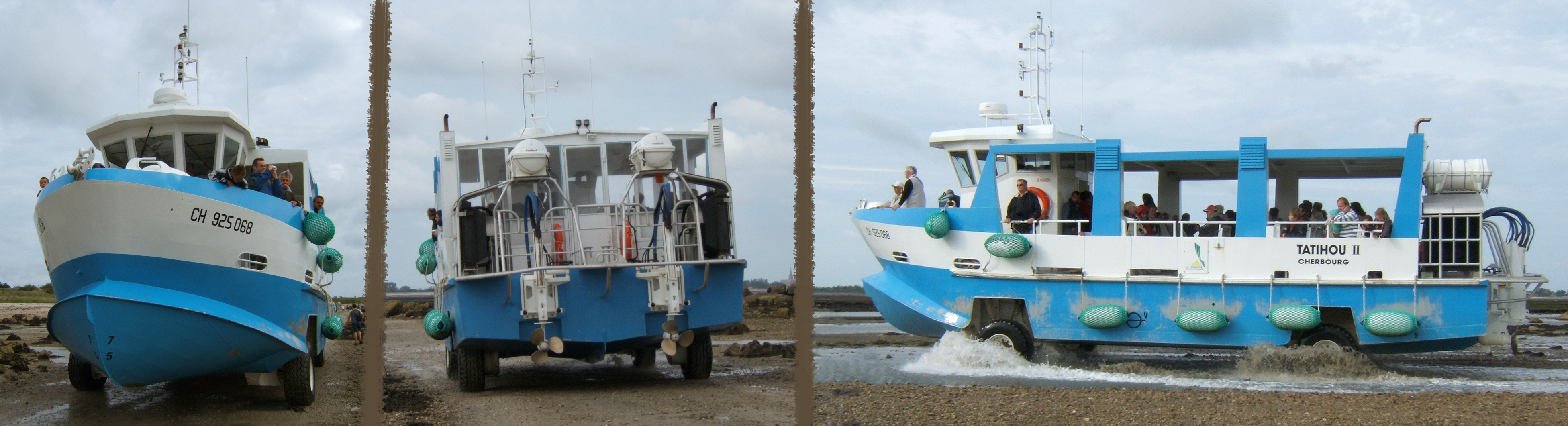
Tatihou II, le bateau amphibie qui relie Tatihou à Saint-Vaast-la-Hougue, en flottant à marée haute, en roulant à marée basse.
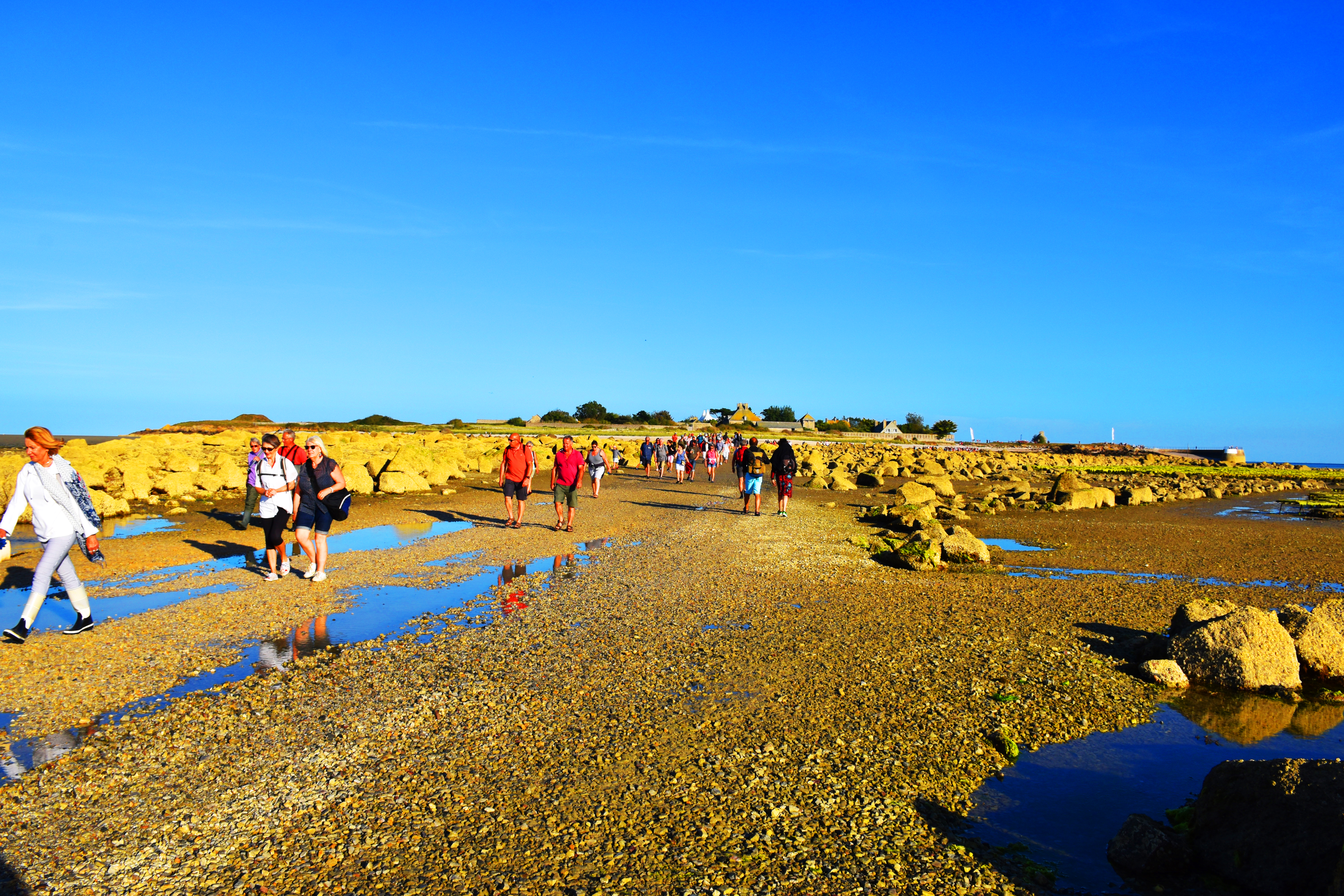
Les Traversées de Tatihou en 2019.
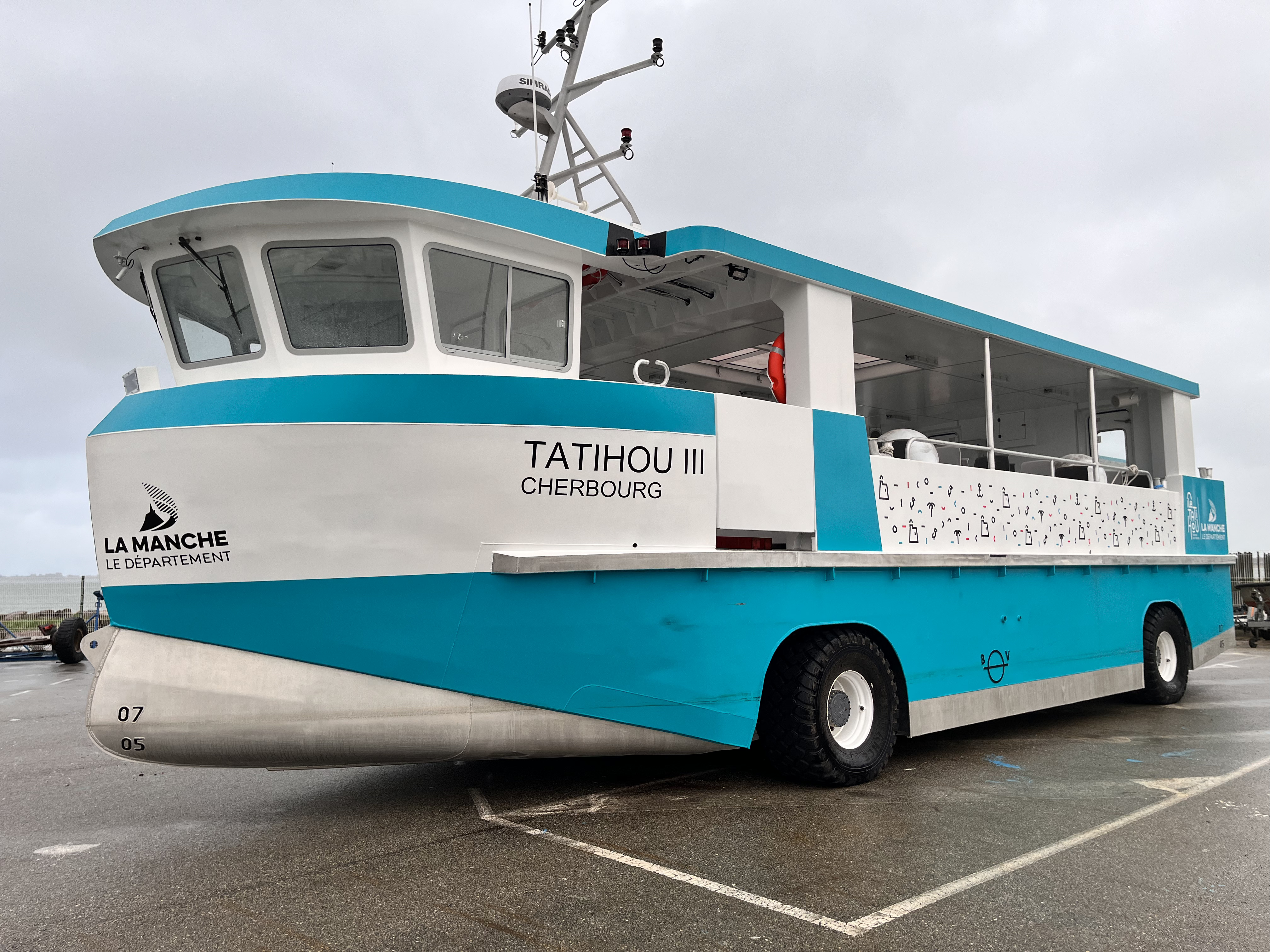
Le Tatihou III.
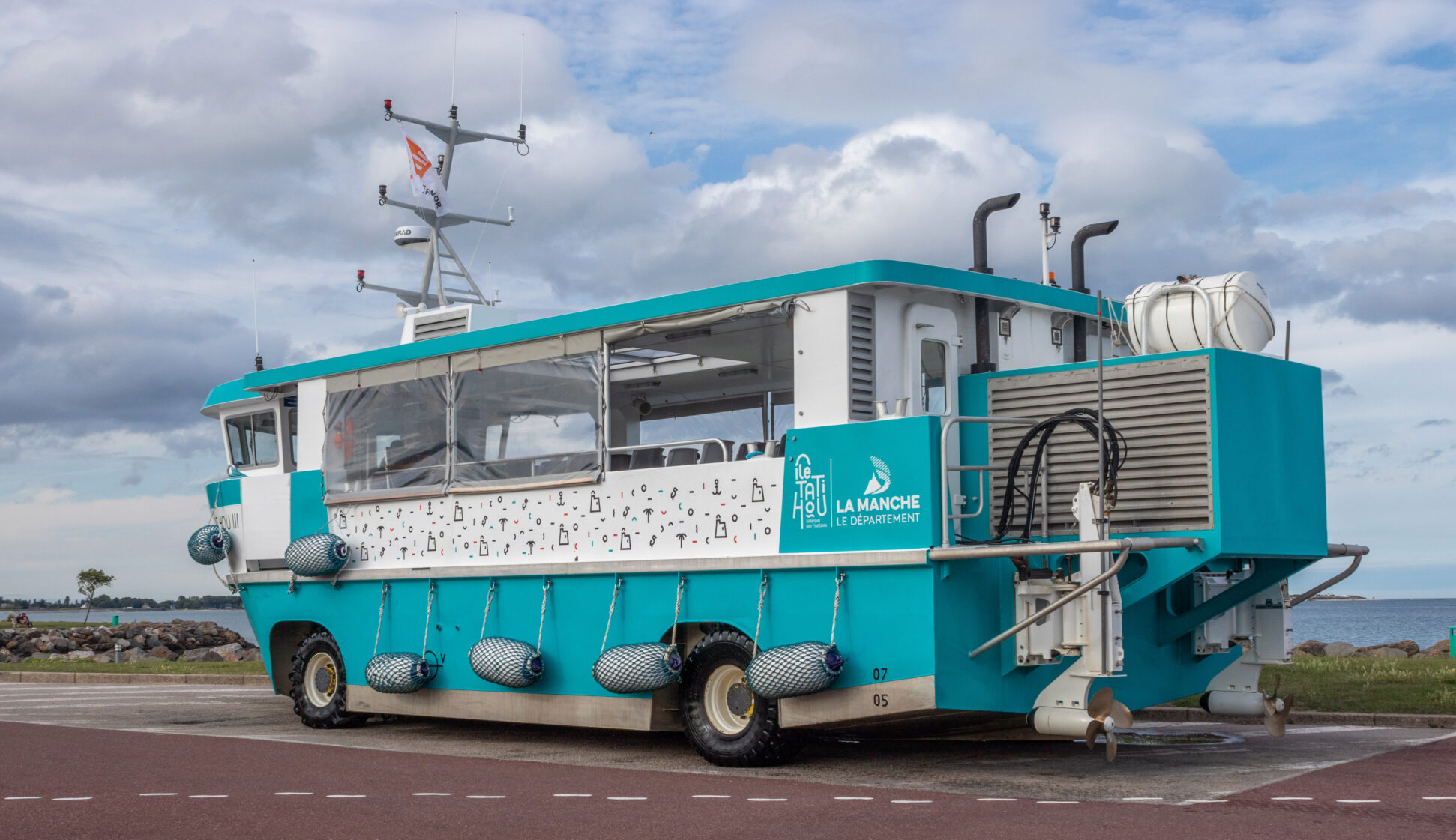
L'arrière du Tatihou III.